# بوز-أوتشوك
بوز أوتشوك (بالقيرغيزية: Боз-Учук)‏ وهي قرية في مقاطعة إيسيك كول في قيرغيزستان. بلغ عدد سكانها حوالي (1,026) نسمة عام 2009.